# Kecamatan Tanjung Priuk
Kecamatan Tanjung Priuk är ett distrikt i Indonesien.   Det ligger i provinsen Jakarta, i den västra delen av landet. Huvudstaden Jakarta ligger i Kecamatan Tanjung Priuk.